# 灰伯劳
灰伯劳（学名：Lanius borealis），是雀形目伯劳科的一种鸟类。

## 特征
灰伯劳体重约63.41克，翼长约109.2毫米，嘴峰长约23.2毫米，喙宽度约6.9毫米，喙厚度约9.3毫米，跗蹠长约29.4毫米，尾长约106.2毫米。灰伯劳是候鸟，其栖息在开放的灌木丛中，食性为肉食性，主要食物来源是陆生脊椎动物。

## 亚种
- 灰伯劳北方亚种（学名：Lanius excubitor sibiricus）。分布于西伯利亚、蒙古、朝鲜半岛及中国大陆的黑龙江、吉林、三江平原、松嫩平原、内蒙古、辽宁、河北等地。该物种的模式产地在西伯利亚Tschuktschen-Halbinsel。[4]*：分布于萨哈林岛和南千岛群岛（日本北部）。
- 灰伯劳东北亚种（学名：Lanius excubitor mollis）。分布于俄罗斯、蒙古、日本及中国大陆的辽宁、内蒙古、河北、甘肃等地。该物种的模式产地在俄罗斯阿尔泰山。[5]
- 灰伯劳准噶尔亚种（学名：Lanius excubitor funereus）。分布于突厥斯坦。该物种的模式产地在中亚天山山脉。[6]
- ：繁殖于阿拉斯加和加拿大北部，南至不列颠哥伦比亚省和阿尔伯塔省极北部，安大略省北部和魁北克省；越冬于加拿大南部至美国北部。[7]